# Quận Divide, North Dakota
Quận Divide là một quận nằm ở tiểu bang North Dakota. Tại thời điểm năm 2000, quận có dân số 2.283 người. Quận lỵ đóng ở Crosby.6
Quận Divide đã được lập từ quận Williams năm 1910.

## Địa lý
Theo Cục điều tra dân số Hoa Kỳ, quận có tổng diện tích 1,294 dặm Anh vuông (3.352 km²), trong đó, 1,260 dặm Anh vuông (3.262 km²) là diện tích đất và 35 dặm Anh vuông (90 km²) trong tổng diện tích (2,68%) là diện tích mặt nước.

### Các thị trấn
| - Alexandria - Ambrose - Blooming Prairie - Blooming Valley - Border - Burg - Clinton - Coalfield - Daneville - De Witt - Elkhorn | - Fertile Valley - Fillmore - Frazier - Frederick - Garnet - Gooseneck - Hawkeye - Hayland - Lincoln Valley - Long Creek - Mentor | - Palmer - Plumer - Sioux Trail - Smoky Butte - Stoneview - Troy - Twin Butte - Upland - Westby - Writing Rock |

### Các quận giáp ranh
- Lake Alma No. 8, Saskatchewan (tây bắc)
- Souris Valley No. 7, Saskatchewan (bắc)
- Cambria No. 6, Saskatchewan (bắc)
- Estevan No. 5, Saskatchewan (đông bắc)
- Quận Burke (đông)
- Quận Williams (nam)
- Quận Sheridan, Montana (tây)

## Thông tin nhân khẩu
Theo cuộc điều tra dân số2 tiến hành năm 2000, quận này có dân số 2.283 người, 1.005 hộ, và 649 gia đình sinh sống trong quận này. Mật độ dân số là 1,8 người trên mỗi dặm Anh vuông (0,7/km²). Đã có 1.469 đơn vị nhà ở với một mật độ bình quân là 1,2 trên mỗi dặm Anh vuông (0,4/km²). Cơ cấu chủng tộc của dân cư sinh sống tại quận này gồm 98,99% người da trắng, 0,13% người thổ dân châu Mỹ, 0,53% người gốc châu Á, 0,18% từ các chủng tộc khác, và 0,18% từ hai hay nhiều chủng tộc. 0,61% dân số là người Hispanic hoặc người Latin thuộc bất cứ chủng tộc nào.
Có 1,005 hộ trong đó có 22,5% có con cái dưới tuổi 18 sống chung với họ, 56,8% là những cặp kết hôn sinh sống với nhau, 4,2% có một chủ hộ là nữ không có chồng sống cùng, và 35,4% là không gia đình. 33,4% trong tất cả các hộ gồm các cá nhân và 19,9% có người sinh sống một mình và có độ tuổi 65 tuổi hay già hơn. Quy mô trung bình của hộ là 2,18 còn quy mô trung bình của gia đình là 2,79,
Phân bố độ tuổi của cư dân sinh sống trong huyện là 20,2% dưới độ tuổi 18, 3,6% từ 18 đến 24, 20,1% từ 25 đến 44, 26,6% từ 45 đến 64, và 29,5% người có độ tuổi 65 tuổi hay già hơn. Độ tuổi trung bình là 49 tuổi. Cứ mỗi 100 nữ giới thì có 100,8 nam giới. Cứ mỗi 100 nữ giới có độ tuổi 18 và lớn hơn thì, có 97,5 nam giới.
Thu nhập bình quân của một hộ ở quận này là 30.089 USD, và thu nhập bình quân của một gia đình ở quận này là 39.292 USD, Nam giới có thu nhập bình quân 28.333 USD so với mức thu nhập 16.371 đô la Mỹ đối với nữ giới. Thu nhập bình quân đầu người của quận là 16.225 USD, Khoảng 9,5% gia đình và 14,6% dân số sống dưới ngưỡng nghèo, bao gồm 19,5% những người có độ tuổi 18 và 14,7% là những người 65 tuổi hoặc già hơn.

## Các đơn vị dân cư

### Các thành phố
- Ambrose
- Crosby
- Fortuna
- Noonan